# Dálnice 22 (Izrael)
Dálnice 22 (hebrejsky 22 כביש, Kviš 22, nebo נתיבי המפרץ, Netivej ha-Mifrac, doslova „Trasy [Haifského] zálivu“, nebo עוקף קריות, Okef Krajot, doslova „Obchvat Krajot“) je dálniční spojení v Izraeli, které prochází aglomerací Haify a nahrazuje dosavadní dálnici 4, která má ráz městské komunikace bez jednoznačně dálničního charakteru a jejíž kapacita nepostačuje. Z plánované délky 19 kilometrů je zatím v provozu pouze úsek dlouhý 4 kilometry.
Začíná v centrální části Haify poblíž haifského přístavu, kde odbočuje z dálnice číslo 4. Pak prochází obloukem k východu Haify, kde zatím poblíž ústí řeky Kišon do Haifského zálivu končí. Tento již zprovozněný úsek byl dostavěn roku 2005 a šlo o jednu z nejvýznamnějších dopravních investic v Haife. Dálnice pak má pokračovat k severu skrz shluk předměstí Haify (takzvaná Krajot), konkrétně skrz města Kirjat Ata, Kirjat Bialik a Kirjat Mockin.
Koncem roku 2008 rozhodla vláda Státu Izrael, respektive státní podnik National Roads Company of Israel, že zbylý úsek dálnice bude postaven ze státního rozpočtu a nikoliv soukromým investorem, jak bylo původně plánováno. Šlo o součást mimořádných investic spuštěných s cílem bojovat proti dopadům globální ekonomické recese. Do konce března 2009 mělo být vypsáno výběrové řízení. Během půl roku se pak plánoval start stavebních prací, které měly trvat tři roky. Projekt počítá s tím, že komunikace bude mít v celé své trase dálniční charakter, tedy vícečetné jízdní pruhy, absence semaforů a důsledné uplatnění mimoúrovňového křížení. Zčásti měla vést zahloubená pod úroveň terénu. Dokončení dálnice bylo podmínkou pro další stavební rozvoj předměstí Haify, zejména Kirjat Bialik. Podle zpráv z října 2009 se vítězem tendru na výstavbu chybějícího úseku dálnice stala firma Šafir. Navrhovaná povolená rychlost na novém úseku měla být stanovena na 100–110 km/hod. Zprovoznění se očekávalo do tří a půl let. V květnu 2010 zamítl správní soud řízení, které proti plánovanému budování dálnice vznesli majitelé dotčených pozemků, kteří požadovali vyšší finanční kompenzace.